# Benoît Pitte
Benoît Pitte (* 28. März 1959) ist ein französischer Badmintonspieler. 

## Karriere
Benoît Pitte wurde 1982 erstmals französischer Meister. Bis 1988 gewann er insgesamt acht nationale Titel, jeweils vier davon im Herrendoppel und im Herreneinzel.

## Sportliche Erfolge
| Saison    | Veranstaltung                      | Disziplin    | Platz | Name                               |
| --------- | ---------------------------------- | ------------ | ----- | ---------------------------------- |
| 1976/1977 | Französische Juniorenmeisterschaft | Herreneinzel | 1     | Benoît Pitte                       |
| 1981/1982 | Französische Meisterschaft         | Herreneinzel | 1     | Benoît Pitte                       |
| 1983/1984 | Französische Meisterschaft         | Herreneinzel | 1     | Benoît Pitte                       |
| 1983/1984 | Französische Meisterschaft         | Herrendoppel | 1     | Benoît Pitte / Christophe Jeanjean |
| 1984/1985 | Französische Meisterschaft         | Herreneinzel | 1     | Benoît Pitte                       |
| 1984/1985 | Französische Meisterschaft         | Herrendoppel | 1     | Benoît Pitte / Christophe Jeanjean |
| 1985/1986 | Französische Meisterschaft         | Herreneinzel | 1     | Benoît Pitte                       |
| 1986/1987 | Französische Meisterschaft         | Herrendoppel | 1     | Benoît Pitte / Christophe Jeanjean |
| 1987/1988 | Französische Meisterschaft         | Herrendoppel | 1     | Benoît Pitte / Christophe Jeanjean |